# Parechthistatus chinensis
Parechthistatus chinensis là một loài bọ cánh cứng trong họ Cerambycidae.